# Pěrvyj respublikanskij tělekanal
Státní organizace Pěrvyj respublikanskij tělekanal (rusky Государственное Учреждение Первый республиканский телеканал, česky První republikový televizní kanál) je státní televize mezinárodně neuznané Podněsterské moldavské republiky šířící program v ruském, moldavském a ukrajinském jazyce. Vysílá z Tiraspolu na celé území Podněstří a přilehlé pohraniční oblasti Moldavska a Ukrajiny. Stanice vysílá denně od 7 do 23 hodin, tj. 390 hodin měsíčně, z toho 140 vlastní tvorby. Původní pořady připravuje deset redakcí: zpravodajská, moldavská (7 pravidelných pořadů), ukrajinská (4 pravidelné pořady), sportovní, dětská, pro mládež, dokumentární, reklamní, pořadů Stolica a Nočnyj drajv. Interně pro kanál pracuje redakce Armádní televize. Televizní společnost zaměstnává více než 150 pracovníků.

## Historie
Podněstří rozhodlo o zahájení vlastního televizního vysílání roku 1991. Důvodem byl fakt, že v době, kdy se region nacházel na prahu občanské války, na území mladého neuznaného státu šířila svůj program pouze televize nepřátelského Moldavska. Státní Televize Podněsterské moldavské republiky zahájila své pravidelné každodenní vysílání 9. srpna 1992 z Tiraspolu v provizorních podmínkách. Během prvního roku zahájily svoji činnost moldavská a ukrajinská redakce, další vznikaly v průběhu následujících let. Na konci roku 2006 byla televizní stanice přejmenována na současný název.